# Стелла (лунный кратер)
Кратер Стелла (лат. Stella) — маленький ударный кратер в области юго-восточного побережья Моря Ясности на видимой стороне Луны. Название присвоено по латинскому женскому имени и утверждено Международным астрономическим союзом в 1976 г. 

## Описание кратера

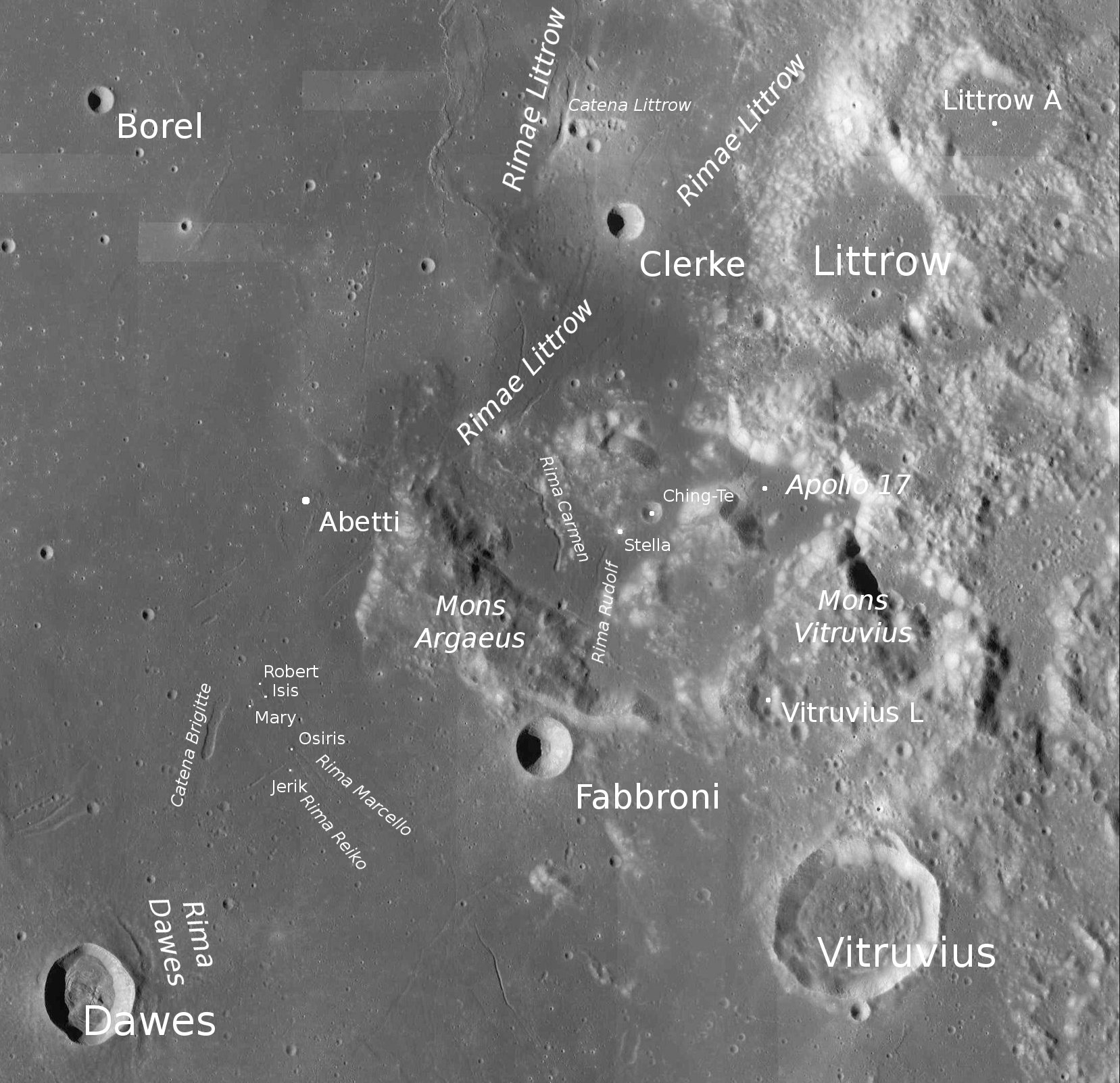
Окрестности кратера Стелла. Снимок зонда Lunar Reconnaissance Orbiter.

Ближайшими соседями кратера Стелла являются кратер Абетти на западе; кратер Чин-Те в непосредственной близости на северо-востоке и кратер Фаброни на юге-юго-западе. На западе от кратера пролегает борозда Кармен; на северо-западе борозды Литтрова; на востоке-юго-востоке пик Витрувия; на юго-востоке пик Аргея. Селенографические координаты центра кратера 19°55′ ю. ш. 29°46′ в. д. / 19,91° ю. ш. 29,76° в. д., диаметр 0,42 км, глубина 130 м.

Кратер Стелла имеет циркулярную чашеобразную форму и окружен областью выброшенных при его образовании пород с высоким альбедо. 

## Сателлитные кратеры
Отсутствуют.

## Места посадок космических аппаратов
- 11 декабря 1973 года приблизительно в 30 км к востоку-северо-востоку от вала кратера Стелла, в точке с селенографическими координатами 20°11′27″ с. ш. 30°46′18″ в. д. / 20,19080° с. ш. 30,77168° в. д.G, совершил посадку лунный модуль "Челленджер" экспедиции Аполлон-17.

## См.также
- Список кратеров на Луне
- Лунный кратер
- Морфологический каталог кратеров Луны
- Планетная номенклатура
- Селенография
- Минералогия Луны
- Геология Луны
- Поздняя тяжёлая бомбардировка